# 用船契約
用船契約（ようせんけいやく）とは、他人の船舶を自己のために、一定の約束のもとに船舶運用上の責任を定めたうえで、所定の料金を支払い借用する契約のこと。本来の日本語、ないしは法律用語では「傭船契約」と書くが、「傭」の漢字が常用漢字及び新聞漢字表に含まれないため、代用表記で「用船契約」と書かれる（同様の理由で傭兵も「雇い兵」と書かれることがある）。また、チャーター契約ともいう。

## 種類
大きく分けて裸用船契約、定期用船契約及び航海用船契約の3つがある。

### 裸用船契約
乗組員のつかない船舶そのものの貸し借りを内容とする契約のこと。保険やメンテナンスは運用者側が責任を持つ。航空機リースにおけるドライ・リースに近い形態。

### 定期用船契約
船長その他の乗組員付きで一定の期間船舶を借り受ける契約のこと。保険やメンテナンスは船舶所有者側が責任を持つ。航空機リースにおけるウェット・リースに近い形態。

### 航海用船契約
特定の区域間の貨物輸送を目的とした運送契約のこと。

## 法的性質を巡る議論
用船契約は、典型契約たる賃貸借契約とまったく性質を同じくするとはいい難い等の点などから、その法的性質を巡って種々の学説が唱えられている。

### 国際会計基準（IFRS）における用船契約とリース会計の関係について
海運会計実務において、定期用船契約は、従来リース会計の対象ではないものとして運用されてきた。一方、IFRSにおいては、「法的形式にかかわらず、契約により資産の使用権が移転しているかなどに着目すること」とされているため、船舶賃貸借の要素が強い定期用船契約は、契約実態によってはリース会計の対象となること、さらには運用側の資産として計上されることも想定される。これは海運事業者の自己資本比率などを悪化させることにもつながるとみる会計当事者もいる。

## 関連語句
- 航空機リース
- フラクショナル・オーナーシップ
- 下請け
- アウトソーシング